# لا تترك أي أثر

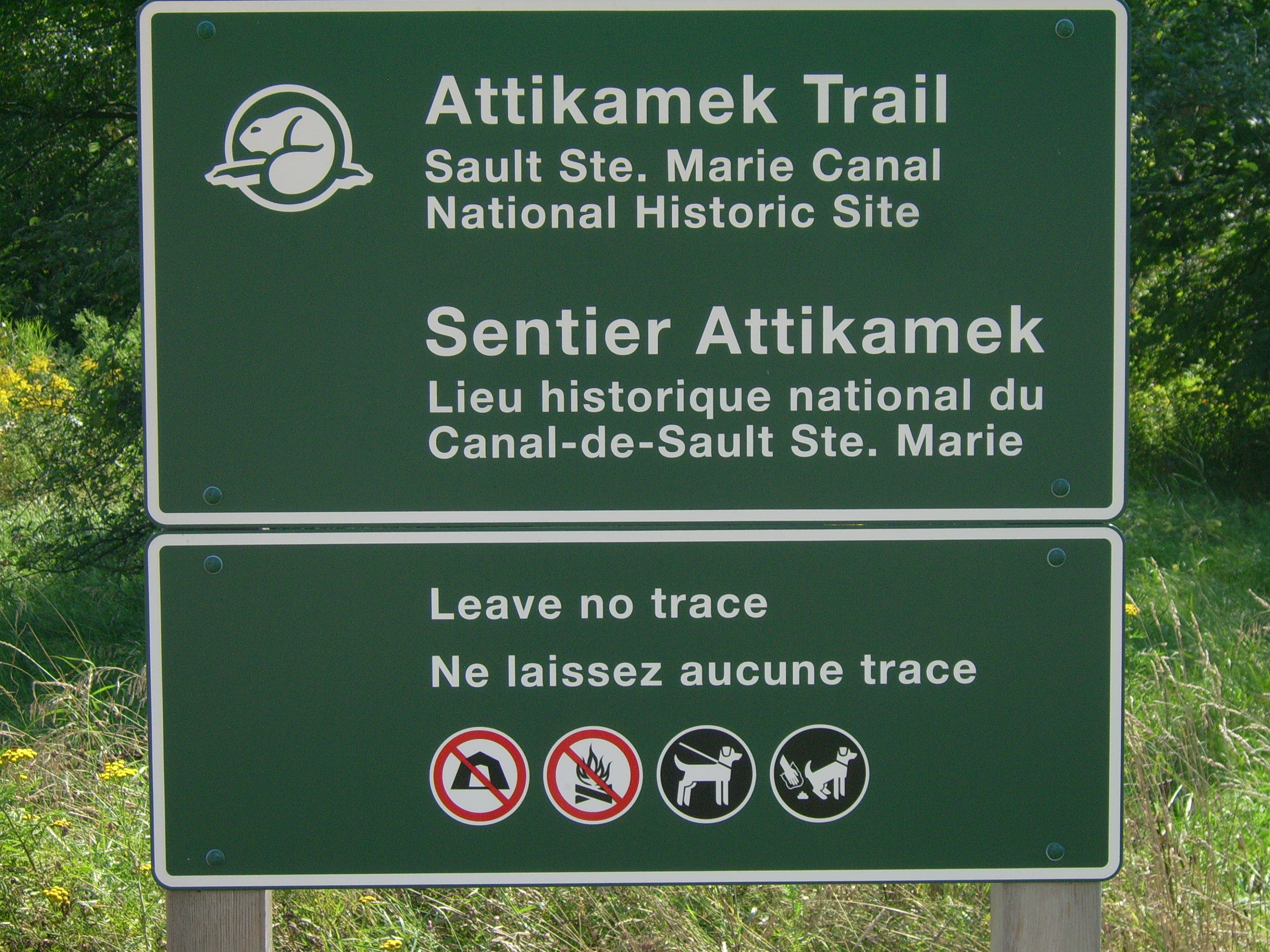
لافتة "لا تترك أثرًا" على ممر أتيكاميك بالقرب من سولت سانت. قناة ماري في كندا.

لا تترك أي أثر هي مجموعة من الأخلاقيات الخارجية التي أنشأها مركز عدم ترك أثر لأخلاقيات الهواء الطلق لتعزيز الحفظ في الهواء الطلق يتكون من سبعة مبادئ:
1. التخطيط المسبق والاستعداد
2. السفر والتخييم على أسطح متينة
3. التخلص من النفايات بشكل صحيح
4. اترك ما تجده
5. تقليل آثار نار المخيم
6. احترم الحياة البرية
7. كن مراعاته للزوار الآخرين.

تم تكييف هذه المبادئ مع الأنشطة والأنظمة البيئية والبيئات المختلفة.

## الأصول

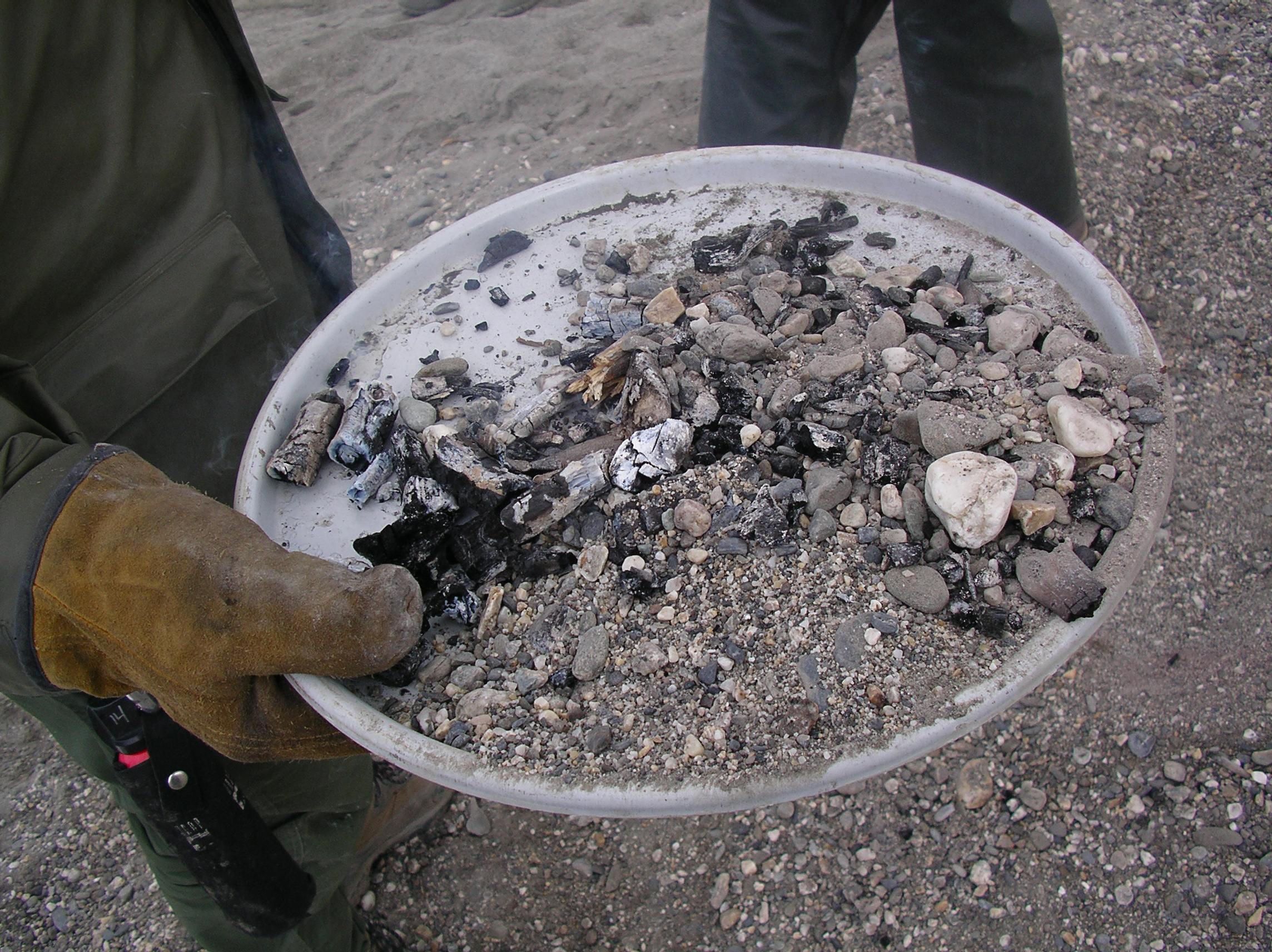
عرض توضيحي لحريق لا يترك اثر في مقلاة النار.

في منتصف القرن العشرين، كان هناك تحول ثقافي في أخلاقيات الحياة البرية من صناعة الأخشاب حيث افتخر المسافرون في البرية بقدرتهم على الاعتماد على موارد الأراضي البرية إلى أخلاقيات ما بعد الحرب العالمية الثانية ذات التأثير الضئيل على البيئة. بدأت ترك لا أثر في الستينيات والسبعينيات من القرن الماضي. كانت هناك زيادة كبيرة في الزيارات البرية بعد إنشاء معدات ترفيهية جديدة مثل مواقد الغاز الأبيض والخيام الاصطناعية ومنصات النوم. بدأ هذا اهتمامًا تجاريًا بالترفيه في الهواء الطلق والذي تسبب بدوره في زيادة عدد زوار الحدائق الوطنية. في تلك العقود، بدأت دائرة الغابات في الولايات المتحدة، ومكتب إدارة الأراضي، وخدمة المتنزهات الوطنية في تعليم زوارهم غير المزودين بمحركات كيفية إحداث تأثير ضئيل على الأرض. تم تدريب متخصصي المعلومات البرية على تثقيف الزوار حول الحد الأدنى من تأثير التخييم في المتنزهات المختلفة. في عام 1987، قامت الأقسام الثلاثة بشكل تعاوني بتطوير كتيب بعنوان «لا تترك أثرًا لأخلاقيات الأرض».
أيضًا في السبعينيات، كانت مجموعات مثل نادي سييرا تدافع عن تقنيات التخييم ذات التأثير الأدنى. دعت منظمة الكشافة الأمريكية بنشاط إلى تدريب وتنفيذ مبادئ «لا تترك أثر» والأخلاقيات في الهواء الطلق في أوائل السبعينيات في أماكن مثل مزرعة فيلمونت سكاوت في شمال نيو مكسيكو. حاول برنامج تجريبي في الثمانينيات بين الكشافة الأمريكية ومكتب إدارة الأراضي في أعالي أوينتاس البرية الوصول إلى جمهور عريض.
تم تطوير برنامج التعليم الوطني للإجازة بلا أثر في عام 1990 من قبل دائرة الغابات في الولايات المتحدة بالاشتراك مع المدرسة الوطنية للقيادة الخارجية. في ذلك الوقت أنشأ دائرة الغابات في الولايات المتحدة أيضاً برامج أخرى مثل سموكي بير، وودسي أوول، وسابقاً في عام 1985 ترياد لايت! برنامج كان موجها نحو الترفيه الآلية. وانضم مكتب إدارة الأراضي إلى البرنامج في عام 1993 تلته دائرة المنتزهات الوطنية ودائرة الأسماك والحياة البرية بالولايات المتحدة في عام 1994.

## مبادئ
لا تترك أي أثر يوفر إطارًا لاتخاذ قرارات الاستجمام في الهواء الطلق، والذي يتم تلخيصه في المبادئ السبعة التالية. تم تطويرها في الأصل لـ «باككونتري»، وهناك الآن أيضًا سبعة مبادئ «فرونتكونتري» أيضًا:

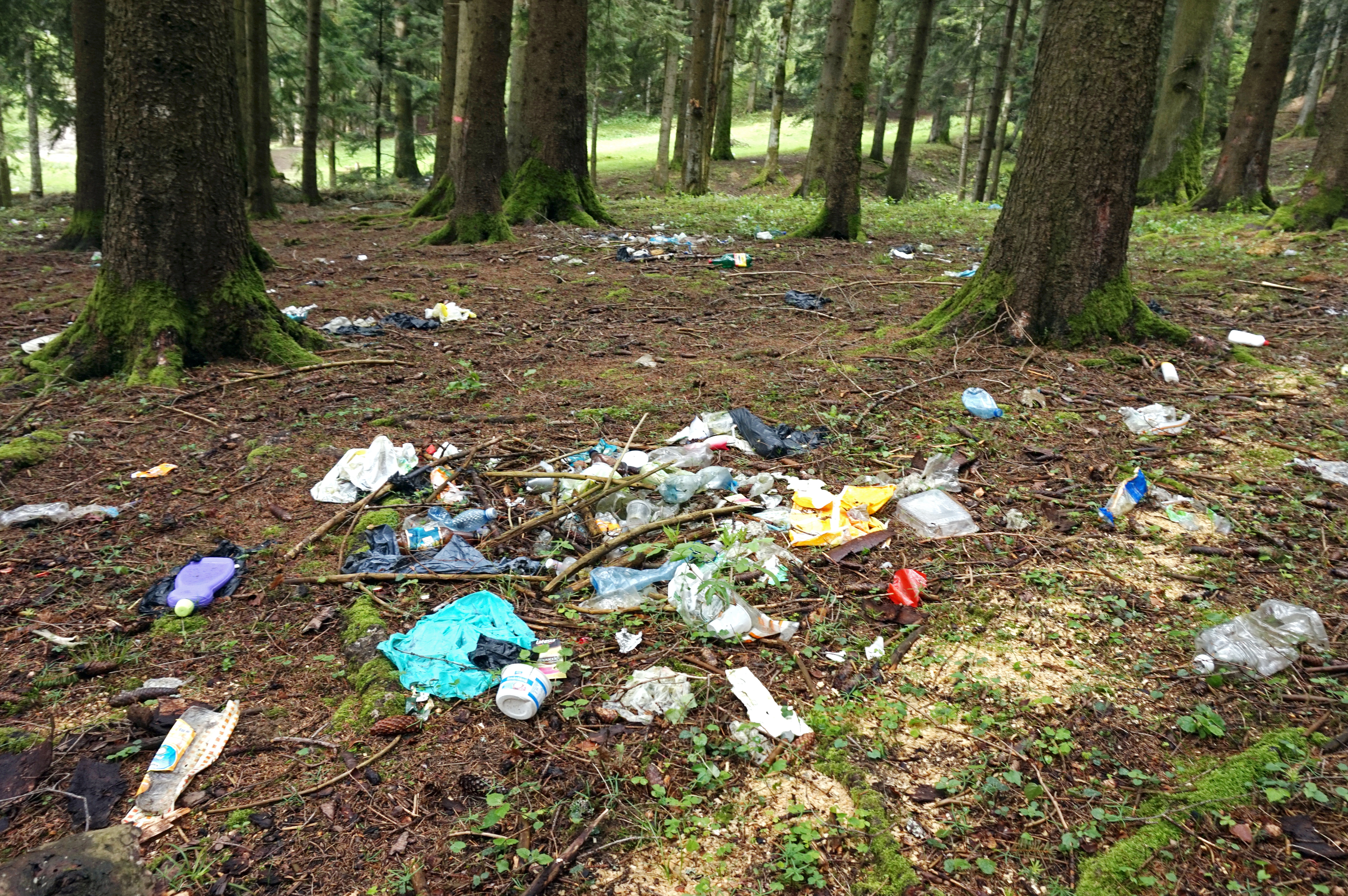
قمامة في غابة في رومانيا. بالإضافة إلى إفساد المنظر، يمكن أن تتسبب النفايات المهملة في إلحاق الضرر بالنباتات والحيوانات في البيئة.

### باككونتري
1. التخطيط المسبق والاستعداد: غالبًا ما يلجأ الأشخاص غير المستعدين بشكل جيد، عندما يواجهون مواقف غير متوقعة، إلى حلول عالية التأثير تؤدي إلى تدهور الأماكن الخارجية أو تعرض أنفسهم للخطر. التخطيط السليم يؤدي إلى تأثير أقل.
2. السفر والتخييم على الأسطح المتينة: يحدث الضرر الذي يلحق بالأرض عندما تُداس النباتات السطحية أو مجتمعات الكائنات الحية بشكل يتعذر إصلاحه. تؤدي المنطقة القاحلة الناتجة إلى مسارات غير صالحة للاستعمال ومواقع تخييم وتآكل التربة.
3. تخلص من النفايات بشكل صحيح: القمامة والقمامة في المناطق النائية تحتل مرتبة عالية كمشكلة في أذهان العديد من زوار البلد الخلفي. هذا سوف ينتقص بشكل كبير من طبيعة المنطقة ويمكن أن يسبب ضررًا بيئيًا أكبر. في حالة عدم توفر أوعية قمامة، يجب على الزائرين حمل كل القمامة من الأشياء التي جلبوها.[6] علاوة على ذلك، يقوم المعسكرون في المناطق الريفية بإنشاء مياه الصرف الصحي من بعض الأنشطة والنفايات البرازية التي تتطلب التخلص منها بشكل مناسب وفقًا لمبادئ عدم ترك أثر. (التبول في الغابة لا يعد انتهاكًا لـ «لا تترك أي أثر»، ولكن إذا كان التغوط يجب ألا يترك أي ورق تواليت، ويجب دفن النفايات على مسافة معينة من المسارين ومصادر المياه).
4. اترك ما تجده: لا تترك أي أثر يوجه الأشخاص لتقليل تعديلات الموقع عن طريق تجنب الإجراءات مثل حفر خنادق الخيام، وقطع الأغصان من الأشجار الحية، ودق المسامير في الأشجار، وتنظيف منطقة من الصخور أو الأغصان بشكل دائم، أو إزالة العناصر الطبيعية الأخرى.
5. قلل من آثار حرائق المخيمات: نظرًا لتدهور الطبيعة الطبيعية للعديد من المناطق بسبب الإفراط في استخدام الحرائق، فإن عدم ترك أي أثر يعلمك البحث عن بدائل للحرائق أو استخدام الحرائق منخفضة التأثير.
6. احترام الحياة البرية: تقليل التأثير على الحياة البرية والنظم البيئية.
7. كن مراعًا للزوار الآخرين: اتباع آداب المشي لمسافات طويلة والحفاظ على الهدوء يسمح للزوار بالمرور عبر البرية بأقل تأثير على المستخدمين الآخرين.

### فرونتكونتري
1. تعرف قبل أن تذهب
2. التمسك بالممرات والتخييم بين عشية وضحاها
3. قم بتخزين القمامة والتقاط النفايات
4. اتركها كما تجدها
5. كن حذرا مع النار
6. حافظ على الحياة البرية في البرية
7. شارك مساراتنا وقم بإدارة حيوانك الأليف

## مؤسسة علمية
يشكل اثنان من التخصصات العلمية الأساسية الأساس لبرنامج «لا أثر للإجازات»: البيئة الترفيهية والأبعاد البشرية للموارد الطبيعية. وقد وفر البحث في علم البيئة الترفيهي، وهو «مجال دراسة يقوم بفحص وتقييم ورصد تأثيرات الزوار، عادة على المناطق الطبيعية المحمية، وعلاقاتها بالعوامل المؤثرة»، الأساس لرسالة «لا أثر للإجازة» بسبب تركيزها على التأثيرات الترفيهية. وقد هيمن علم البيئة الترفيهي على معظم البحوث ذات الأثر الأدنى، وتشير الاستعراضات إلى أنه تم نشر أكثر من ألف مقال في مجال البيئة الترفيهية خلال العقود الأخيرة. وتشمل الأمثلة الآثار الإيكولوجية والاجتماعية للزوار على حد سواء. ومع ذلك، ربما يكون سلوك المتحمسين في الهواء الطلق كذلك[بحاجة لمصدر] أكبر محددات التأثير، وأبحاث الأبعاد البشرية، والتي تركز على الجوانب الاجتماعية والنفسية والثقافية والاقتصادية للترويحيين محدودة ولكنها تتزايد فيما يتعلق بالدراسات المتعلقة بعدم ترك أثر.
وقد قيّمت غالبية البحوث المتعلقة بالأبعاد البشرية المتصلة بالإجازة بدون أثر فعالية التعليم من خلال استراتيجيات اتصال مختلفة في محاولة لزيادة المعرفة والتأثير على التغيير السلوكي. فعلى سبيل المثال، قامت الدراسات بتقييم استراتيجيات الاتصال الرامية إلى التخفيف من حدة الصراع بين البشر والأحياء البرية، والحد من القمامة، والتقليل إلى أدنى حد من إزالة الأشياء الطبيعية، أو ردع السير خارج الطريق. وقد تناولت دراسات قليلة «لا أثر للإجازة» على وجه التحديد، وركزت بدلاً من ذلك على سلوكيات الحد الأدنى من التأثير على نطاق واسع، بل إن دراسات أقل قد قيّمت أكثر مجموعات المستخدمين شيوعاً، والزوار الأماميين. ولكن في الآونة الأخيرة، استكشف علماء الاجتماع مفاهيم مثل المعرفة، والمواقف، والمعتقدات، والقيم، وسلوكيات المتحمسين في الهواء الطلق في سياق ممارسات «لا أثر للإجازة»، وبدأوا في فحص تصورات زوار البلد الأمامي.

## أخلاق الكشافة الأمريكية في الهواء الطلق
كود الكشافة في الهواء الطلق موجود في كتيب الكشافة لعام 1955.
"كأميركي، سأبذل قصارى جهدي من أجل...
«كن نظيفًا في أخلاقي في الهواء الطلق.» سأتعامل مع الهواء الطلق باعتباره تراثًا. سأعتني به لنفسي وللآخرين. سأبقي القمامة والقمامة بعيدًا عن البحيرات والجداول والحقول والغابات والطرق.
«كن حذرا مع النار.» سأمنع حرائق الغابات. سأبني نيراني فقط عندما تكون مناسبة. عندما أنتهي من استخدام النار، سأتأكد من أنها باردة. سأترك حلقة نار نظيفة أو أزيل كل الأدلة على ناري.
«كن مراعيًا في الهواء الطلق.» سوف أعامل الممتلكات العامة والخاصة باحترام. سأستخدم طرقًا منخفضة التأثير للمشي لمسافات طويلة والتخييم.
"كن حريصًا على الحفظ." سوف أتعلم كيفية ممارسة الحفظ الجيد للتربة والمياه والغابات والمعادن والأراضي العشبية والحياة البرية والطاقة. أنا أحث الآخرين على أن يفعلوا الشيء نفسه ".

## منظمة
منذ عام 1994، يُدار برنامج «لا تترك أثر» من قبل مركز «لا تترك أثر» للأخلاقيات الخارجية. مركز لا تترك أثر لأخلاقيات الهواء الطلق، وهو منظمة غير ربحية 501(c)(3)، مكرس للتمتع المسؤول والإشراف النشط على الهواء الطلق في جميع أنحاء العالم.
تتمثل مهمة المركز في تعليم الناس كيفية الاستمتاع بالهواء الطلق بمسؤولية. يتم إنجاز هذه المهمة من خلال التعليم والبحث والعمل التطوعي والشراكات. لا تترك أي أثر يحاول بناء الوعي والتقدير والاحترام للأراضي البرية.
تؤكد مبادرة تعليم الشباب في المركز، التي تحمل اسم «لا تترك أي أثر لكل طفل»، على تنمية الأصول لدى الشباب من خلال عدسة الإشراف الخارجي. تم تشكيل وإلهام لا تترك أي أثر لكل طفل من خلال التنوع الغني للشباب ومجتمعاتهم التي وجدت الفرح والاكتشاف والتعلم من خلال الهواء الطلق.
لدى المركز شراكات مع خدمة المتنزهات القومية، وخدمة الغابات الأمريكية، ومكتب إدارة الأراضي، وخدمة الأسماك والحياة البرية الأمريكية، فيلق القوات البرية الأمريكي الهندسي وشركاء آخرين مثل الكليات والجامعات وخدمات التجهيز / الدليل والشركات الصغيرة والمنظمات غير الربحية والمنظمات التي تخدم الشباب مثل الكشافة الأمريكية وجمعية المعسكر الأمريكية.
هناك أيضًا منظمات رسمية بدون ترك أثر في أستراليا وكندا وأيرلندا ونيوزيلندا.
أكثر من 20% من دخل عام 2019 ذهب إلى 3 أعضاء من مجالس إدارتهم.[بحاجة لمصدر]

## روابط خارجية
- الموقع الرسمي لمركز لا تترك أثر لأخلاقيات الهواء الطلق
- لا تترك أي أثر أستراليا
- لا تترك أي أثر لكندا
- لا تترك أي أثر أيرلندا
- لا تترك أي أثر لنيوزيلندا